# Setup
Setup är en amerikansk långfilm från 2011 i regi av Mike Gunther, med 50 Cent, Ryan Phillippe, Bruce Willis och Jenna Dewan i rollerna. Filmen släpptes i USA direkt till DVD och Blu-ray 20 september 2011.

## Handling
I Detroit planerar de tre vännerna Sonny (50 Cent), Dave (Brett Granstaff) och Vincent (Ryan Phillippe) ett rån. Rånet blir en blodig affär när Vincent bedrar sina vänner och skjuter dom. Sonny överlever och söker hämnd genom att gå ihop med stadens farligaste maffiaboss (Bruce Willis).

## Rollista
| 50 Cent         | – Sonny             |
| Bruce Willis    | – Jack Biggs        |
| Ryan Phillippe  | – Vincent           |
| Jenna Dewan     | – Mia               |
| Randy Couture   | – Petey             |
| James Remar     | – William           |
| Brett Granstaff | – Dave              |
| Will Yun Lee    | – Joey              |
| Shaun Toub      | – Roth              |
| Susie Abromeit  | – Valerie           |
| Jay Karnes      | – Russell           |
| Ambyr Childers  | – Servitrisen Haley |